# Манн, Кристен
Кристен Шери Манн (англ. Kristen Cherie Mann; род. 10 августа 1983 года в Лейквуде, штат Калифорния, США) — американская профессиональная баскетболистка, выступавшая в женской национальной баскетбольной ассоциации. Была выбрана на драфте ВНБА 2005 года в первом раунде под общим одиннадцатым номером командой «Миннесота Линкс». Играет на позиции лёгкого форварда.

## Ранние годы
Кристен родилась 10 августа 1983 года в городе Лейквуд (штат Калифорния) в семье Джина Манна и Кэти Дидс, у неё есть два брата, Мак и Гай, и сестра, Пейтон, а училась она в соседнем городе Санта-Ана в средней школе Футхилл, в которой выступала за местную баскетбольную команду.